# Psychotria montensis
Psychotria montensis là một loài thực vật có hoa trong họ Thiến thảo. Loài này được Moore miêu tả khoa học đầu tiên năm 1927.